# 鲁朗
鲁朗（法語：Roulans，法語發音：[ʁulɑ̃]）是法国杜省的一个市镇，属于贝桑松区。

## 地理
鲁朗（47°18'59"N, 6°14'0"E）面积8.31 平方千米，位于法国勃艮第-弗朗什-孔泰大區杜省，该省份为法国东部内陆省份，北起上索恩省，西接汝拉省，东部及东南部与瑞士接壤，东北部与贝尔福地区省接壤。
与鲁朗接壤的市镇（或旧市镇、城区）包括：圣伊莱尔、布勒孔绍、德吕、莱塞、乌涅-杜沃、普利涅-吕桑、韦南。

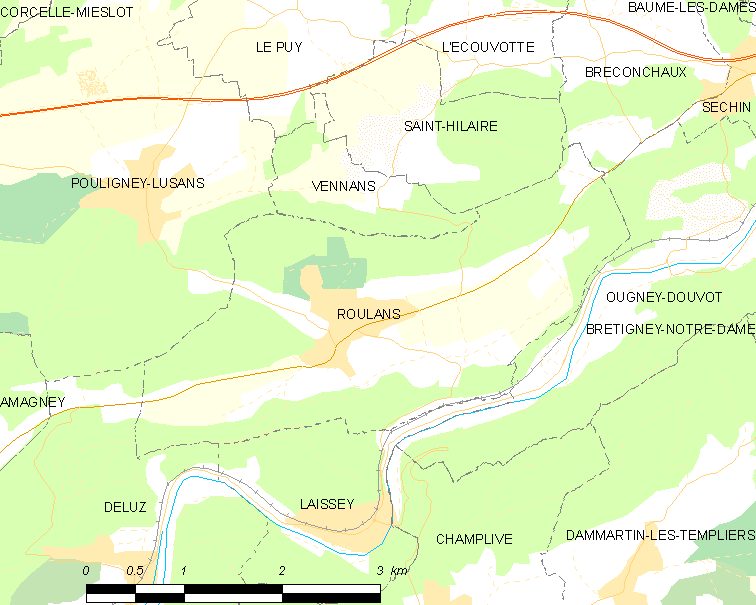
鲁朗的OSM定位图

鲁朗的时区为UTC+01:00、UTC+02:00（夏令时）。

## 行政
鲁朗的邮政编码为25640，INSEE市镇编码为25508。

## 政治
鲁朗所属的省级选区为博姆莱达姆县。

## 人口

1962-2008年间鲁朗人口变化图示

鲁朗于2022年1月1日时的人口数量为1122人。